# Храм Успения Богородицы (Астрахань)
Храм Успения Пресвятой Богородицы — католический храм в городе Астрахань. Административно относится к Астраханскому деканату епархии святого Климента с центром в Саратове, возглавляемой епископом Клеменсом Пиккелем. В храме служат священники-францисканцы. Регулярно проводятся органные концерты.

## История

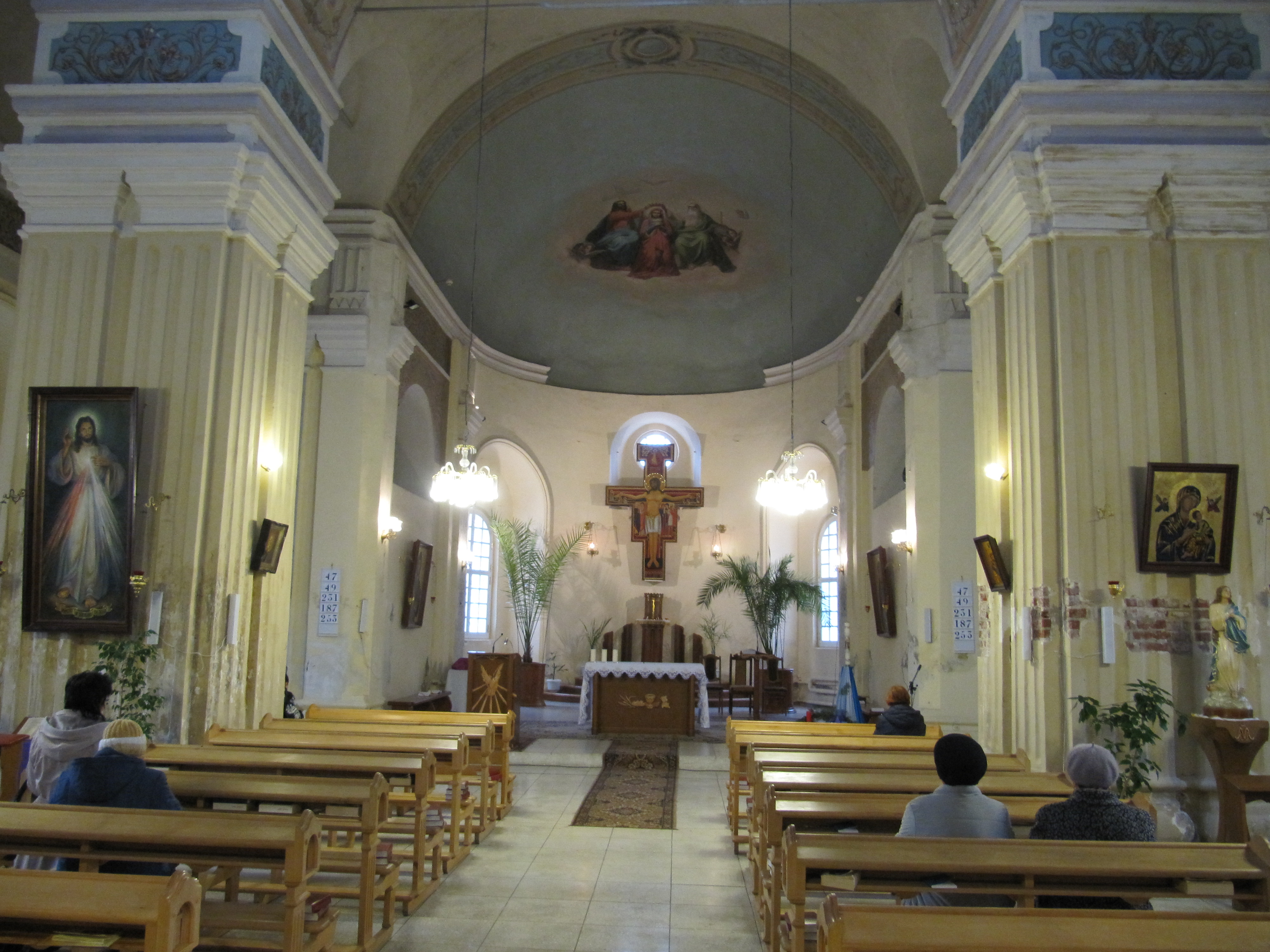
Храм Успения Пресвятой Богородицы, Астрахань

Первые католики в Астрахани появились ещё в допетровскую эпоху. В начале XV века в районе современной Астрахани действовали миссия францисканцев, в конце XVI века в Астрахани действовала церковь армян-католиков. В 1613 году личный капеллан Марины Мнишек Николай Мело освятил в Троицком монастыре Астрахани домовую католическую церковь.
В XVII веке в городе существовала деревянная католическая часовня Успения, при которой существовала «латинская школа», обучение в которой вели монахи-капуцины. После появления в 1702 году указа «О вызове иностранцев в Россию с обещанием им свободы вероисповедания» в Астрахани, как в крупном торговом центре, сформировалась большая община иностранцев-католиков.
В 1721 году на месте сгоревших деревянных построек капуцинами было построено каменное здание, в котором разместились часовня, латинская школа и библиотека. Астрахань на тот момент была одним из трёх русских городов, где совершались католические службы, наряду с Москвой и Санкт-Петербургом. В 1712—1722 годах в латинской школе Астрахани учился русский поэт Василий Тредиаковский.
В 1762 году на месте прежнего храма было начато строительство нового, намного превосходящего старый размерами. Строительство велось достаточно долго, в 1778 году храм был торжественно освящён. В 1805 году капуцинский монастырь был закрыт, а монахи покинули город, для общины армян-католиков была основана миссия иезуитов. После указа Александра I об изгнании иезуитов от 1820 года руководство астраханским приходом перешло к францисканцам. После основания в 1848 году Тираспольской епархии астраханский приход был включён в её состав.
В 1935 году храм был закрыт, в здании размещались зернохранилище, мастерская и склад. В 1992 году храм возвращён Католической церкви и отреставрирован. С 2001 года служение в храме вновь несут монахи-францисканцы. По данным на 2018 год настоятель — отец Вальдемар Мацкевич.

## Архитектура
Астраханский католический храм Успения — интереснейший архитектурный памятник XVIII века с необычной для России архитектурой, сочетающей в себе черты барокко, классицизма и традиционных для русских церквей архитектурных приёмов.
В плане храм представляет собой базилику итальянского типа, однако центральная часть храма выполнена в виде четверика, характерного для русской православной архитектуры. Фасад храма ограничен двумя башнями-звонницами. Украшение фасада несёт в себе черты позднего барокко и классицизма.